# Radio Martí

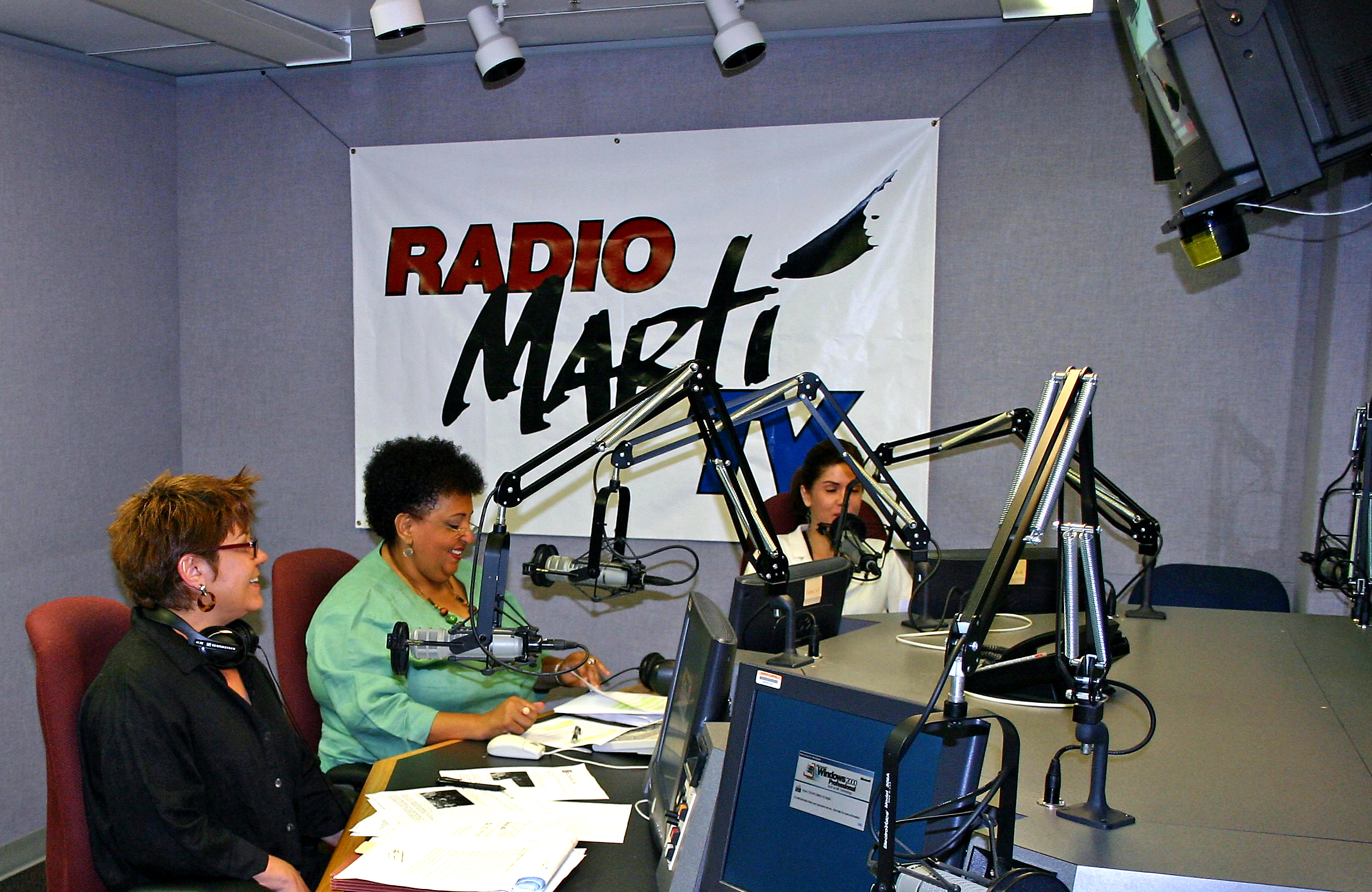
Studio emisyjne

Radio Martí, pełna nazwa Radio y Televisión Martí – rozgłośnia radiowa i stacja telewizyjna w Stanach Zjednoczonych z siedzibą w Miami, nadająca w języku hiszpańskim program radiowy i telewizyjny dla Kuby na falach średnich i krótkich. Stacja jest finansowana przez rząd Stanów Zjednoczonych, a jej celem jest umożliwienie Kubańczykom dostępu do informacji innych niż podawane przez oficjalne media kubańskie.

## Historia
Za początek radiostacji uważa się datę 4 października 1983. Tego dnia prezydent Ronald Reagan podpisał ustawę w sprawie nadawania programu radiowego na Kubę (Public Law 98-111). Pierwsza emisja miała miejsce dwa lata później, 20 maja 1985 roku. Data została wybrana celowo, dla uczczenia rocznicy wyzwolenia Kuby spod władzy hiszpańskich kolonizatorów. Patronem stacji jest kubański pisarz José Martí, który walczył o niepodległość Kuby. W 1990 ruszyła bliźniacza TV Marti, nadająca program telewizyjny na Kubę.
Utrzymanie stacji do roku 2007 kosztowało rząd USA 500 mln dolarów.

## Legalność stacji
Zastępca dyrektora Biura Radiokomunikacji Międzynarodowego Związku Telekomunikacyjnego Fabio Leite określił działanie stacji jako nielegalne oraz będące aktem mieszania się w wewnętrzne sprawy Kuby. Ta wypowiedź została skrytykowana przez Glenna Hausera. Rozgłośnia radiowa i stacja telewizyjna powinna dbać przede wszystkim o jakość nadawania na terenie państwa, na którym się znajduje i argument ten podnoszony jest mimo faktu, że rząd kubański nielegalnie zagłusza radio, a także nadaje programy w języku angielskim przeznaczone dla Stanów Zjednoczonych. Programy radia Marti są słyszalne w Stanach Zjednoczonych, nie mogą być jednak kierowane do obywateli USA zgodnie z prawem zabraniającym rządowi posiadania publicznych mediów wewnętrznych.

## Propozycje zmian
Grupa kubańskich dysydentów (Plan na rzecz Transformacji Demokratycznej) wystąpiła do prezydenta Obamy o zmiany w programie. Obecnie Radio Marti zajmuje się według nich kłótniami wewnątrz kubańskiej diaspory na Florydzie, a nie problemami Kuby.
Według sondażu przeprowadzonego na zlecenie Kongresu USA Radia Marti słucha mniej niż 1% Kubańczyków. Jednocześnie blisko połowa Kubańczyków przyjeżdżających do USA słuchała Radia Marti przynajmniej raz w tygodniu poprzedzającym wyjazd.